# Mindan
Mindan (tiếng Hàn Quốc: 민단), hay Dân đoàn Đại Hàn Dân Quốc tại Nhật Bản (tiếng Hàn Quốc: 재일본대한민국민단), là tên của một trong hai tổ chức của người Triều Tiên sinh sống tại Nhật Bản, tổ chức còn lại là Chongryon (thân miền Bắc). Mindan có quan hệ với Đại Hàn Dân Quốc và được thành lập vào năm 1946 tại Tokyo. Hiện trong tổng số 610.000 cư dân Triều Tiên tại Nhật Bản không nhận quốc tịch Nhật Bản thì có 65% là thành viên của Mindan, còn 25% là thành viên của Chongryon.
Thành viên của Mindan ưa chuộng thuật ngữ Kankoku (韓国, Hàn Quốc) để sử dụng khi thảo luận về bán đảo Triều Tiên. Các thành viên của Chongryon chuộng thuật ngữ Chōsen (朝鮮, Triều Tiên). Bởi Chōsen là thuật ngữ được sử dụng vào thời Nhật Bản cai trị Triều Tiên, nhưng Bắc Triều Tiên không công nhận Kankoku, điều này gây xung đột giữa hai nhóm.